# Дэвидсон, Линч
Линч Дэвидсон (англ. Lynch Davidson; 3 января 1873, Котайл, Луизиана — 27 января 1952, Хьюстон, Техас) — американский политик, 26-й вице-губернатор Техаса (1921—1923).

## Биография
Линч Дэвидсон родился 3 января 1873 года в Котайле (Cotile или Cotile Landing, ныне Бойс, округ Рапидс, штат Луизиана), в семье Нила Дэвидсона (Neal Davidson) и Лауры Дэвидсон, урождённой Линч (Laura (Lynch) Davidson). Его отец был шотландского происхождения, а мать — ирландского. Вскоре после его рождения семья переехала в Техас — они поселились в Гросбеке (округ Лаймстон). Там же Линч Дэвидсон окончил школу в 1887 году.
После окончания школы Дэвидсон решил стать лесопромышленником. Он старался изучить все стороны этой деятельности, и проработал пять лет в Мексике в качестве торгового агента. После этого он решил заняться собственным бизнесом и в 1896 году открыл склад древесины в Ларедо.
В 1897 году Линч Дэвидсон переехал в Хьюстон и продолжал организовывать деятельность по заготовке леса, обработке древесины и продаже лесоматериалов. В конце концов в 1921 году все эти подразделения были объединены в единую компанию Lynch Davidson and Company.
Параллельно Дэвидсон начал заниматься политической деятельностью. В 1918 году он был избран в Палату представителей Техаса, и он начал свою работу в легислатуре Техаса в 1919 году. В том же 1919 году его назначили сенатором Техаса, чтобы завершить неоконченный срок Р.М. Джонстоуна (R.M. Johnstone). Дэвидсон проработал в Сенате Техаса с 1920 по начало 1921 года.
В 1920 году Дэвидсон участвовал в губернаторских выборах в качестве кандидата на пост вице-губернатора Техаса, в паре с будущим губернатором Техаса Пэтом Моррисом Неффом. Они одержали победу, и Дэвидсон проработал вице-губернатором с января 1921 года по январь 1923 года.
После этого Дэвидсон возвратился в Хьюстон и опять занялся бизнесом. Он продолжал руководить компанией Lynch Davidson and Company, которая стала одной из ведущих лесопроизводительных компаний на юго-западе США. Он также руководил двумя банками (Second National Bank и First Texas Joint Stock Land Bank).
Линч Дэвидсон скончался 27 января 1952 года и был похоронен на кладбище Холливуд (англ. Hollywood Cemetery) в Хьюстоне.